# Big Shot
"Big Shot" foi o segundo single do álbum de Billy Joel, 52nd Street.
Um rumor espalhado dizia que a canção teria sido baseada em um encontro mal-sucedido com Bianca Jagger. Em entrevista no ano de 2006, Billy Joel disse, "Eu li sobre a canção Big Shot ser sobre um encontro que eu teria tido com Bianca Jagger. Eu nunca tive um encontro com Bianca Jagger." 

## Posição em tabelas internacionais
| Tabela (1979)          | Posição ocupada |
| ---------------------- | --------------- |
| U.S. Billboard Hot 100 | 14              |